# دهستان پادنا سفلی
دهستان پادنا سفلی نام دهستانی در بخش پادنا شهرستان سمیرم، استان اصفهان در ایران است. براساس سرشماری مرکز آمار ایران در سال ۱۳۹۵، جمعیت آن ۶۱۹۳ نفر (۱۹۶۳ خانوار) بوده‌است.